# إيفياني أونيابور
إيفياني أونيابور (بالإنجليزية: Ifeanyi Onyeabor)‏(1971–2019)، هُو مُخرج ومُنتج نيجيري.

## وصلات خارجية
- إيفياني أونيابور في قاعدة بيانات الأفلام على الإنترنت